# Producción de café en Camerún

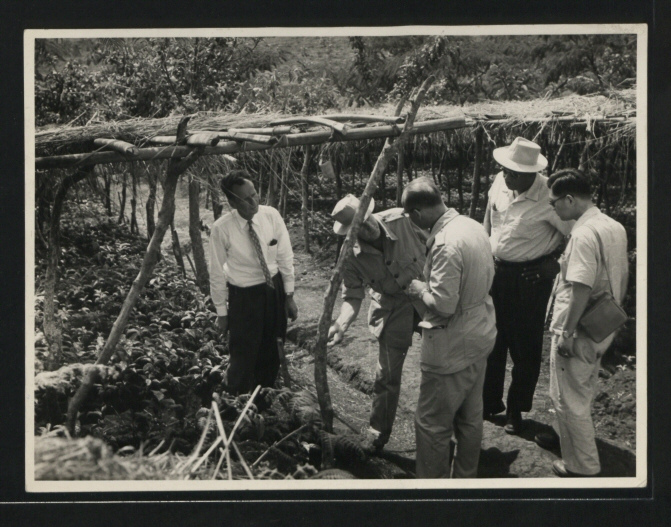
Santa, Estado cafetero en Bamenda

La producción de café es muy importante para la economía de Camerún. El cultivo es extensivo en el país, con mayor prevalencia de la variedad  robusta en las zonas costeras y de  arábica en las tierras altas occidentales. Las dos variedades de arábica cultivadas son Java y Jamaïca, de las cuales sólo Java es resistente a plagas como la enfermedad de la baya del café y la  roya. En 2014, Camerún se clasificó como el trigésimo primer productor de café del mundo.

## Historia
El cultivo del café en Camerún data de 1884, durante la época colonial alemana. Los alemanes subieron a abrir jardines de prueba en Victoria, Ebolowa, Nkongsamba y Dschang. El cultivo del café se extendió más tarde a las tierras del interior, a Yokadouma, Abong-Mbang, Doumé, Lomié y Akonolinga. Alrededor de 1927, el cafetal encontró su camino hacia la Región Oeste. En 1928, se plantaron 200 000 plantones de café en Dschang. En 1929, el desarrollo de la caficultura en Camerún fue posible gracias a René COSTE, un ingeniero agrícola francés nombrado para dirigir la estación agrícola de Dschang.
En 1990 había un alto nivel de producción, lo que resultó en una exportación récord de 156 000 toneladas. Camerún ocupaba el 12º lugar en el ranking mundial. Cuando la producción disminuyó, se atribuyó a las políticas del gobierno y a la crisis económica mundial. El gobierno ha buscado la ayuda de expertos brasileños para sugerir soluciones y también ha invertido 750 millones de francos CFA -alrededor de 1,5 millones de dólares estadounidenses- durante un período de cinco años como paquete de socorro.

## Producción

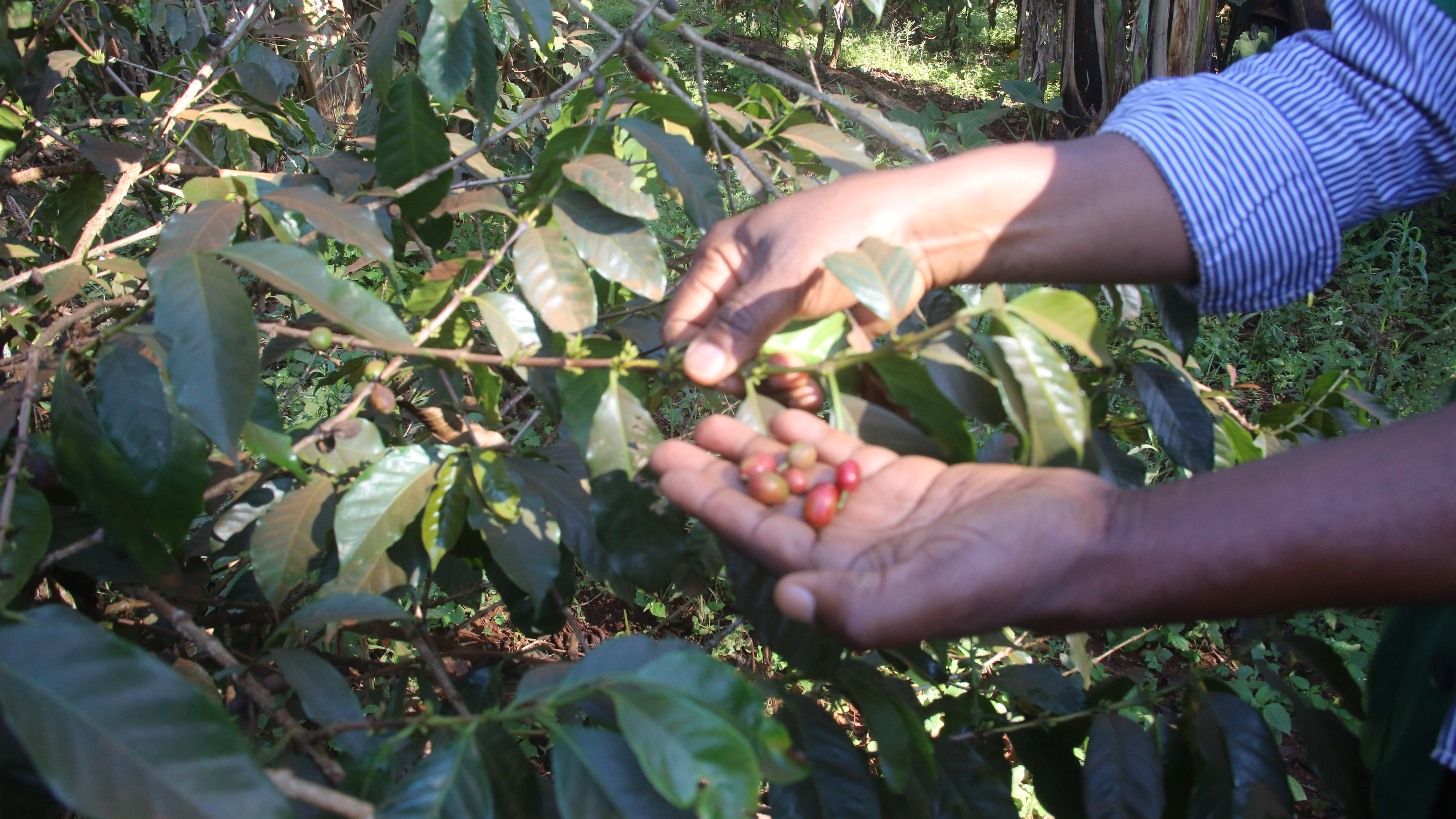
Recolecta de café en África

El café se cultiva en siete regiones de Camerún: Oeste, Noroeste, Litoral, Suroeste, Sur, Centro y Este. Bamileke y Bamaoun son las zonas de altiplano donde se ubican las plantaciones de «café arábica».  El  robusta, que es un cultivo más dominante en el país, se cultiva en las altitudes medias de la región occidental y también, hasta cierto punto, en Abang Mbang Mbang. Arábica y robusta se procesan parcialmente en el país. La producción de café de Camerún está bajo la responsabilidad de los Ministerios de Agricultura y Desarrollo Rural (MINADER) y de Investigación e Innovación Científica (MINRESI).  Bajo estos ministerios hay varios proyectos para impulsar la producción de café. Según las estadísticas de la FAO de las Naciones Unidas, la producción de café en 2013 fue de 41 800 toneladas en un área de 212 000 hectáreas (520 000 acres) con una tasa de rendimiento de 1972 hectogramos por hectárea. Durante el año 2007-08, más del 40% de la exportación total fue de café verde a Italia. El «robusta» fue exportado a Bélgica, Portugal y Francia. Durante el mismo período, el 70% de la exportación de «arábica» se dirigió a Alemania. El arábica también se exportaba a Estados Unidos, Italia y Bélgica.
En el marco de la Estrategia de Desarrollo del Sector Cafetero para 2010-2015, la producción estaba dirigida a 125 000 toneladas, de las cuales 25 000 eran de arábica y 100 000 de robusta y la exportación estaba destinada a alcanzar las 80 000 toneladas (15 000 de arábica y 65 000 de robusta). El consumo interno se estimó en 10 000 toneladas de café verde.

## Comercio
La comercialización del café en Camerún está bajo el control de la Junta Nacional del Cacao y el Café (NCCB), una institución gubernamental autónoma bajo la supervisión técnica del Ministry of Trade(MINCOMMERCE). A lo largo de los años, la comercialización del café ha sufrido un fuerte descenso debido a la liberalización del sector a principios de los años 90. En 2014, Camerún comercializó 32 808 toneladas de su producción. Los exportadores más activos de café en Camerún son: Olam-Camerún Olam (filial de OlamInternational Limited), UTI (Union trading international), UCCAO (Union Centrale des Cooperatives Agricole de l'Ouest), NWCA (North West Cooperative Association), (NEALIKO), Hilltop Dynamics, Alpine Coffee Limited).

## Relanzamiento del sector
El 30 de septiembre de 2014, el gobierno de Camerún validó y lanzó un nuevo plan para reactivar el sector cafetero, con la esperanza de aumentar la producción; el café robusta a 120 000 toneladas y café arábica a 35 000 toneladas para el año 2020, lo que se caracterizó por un aumento del 100% en los impuestos a la exportación de café para financiar el proyecto.